# Lo mai chi
Lo mai chi, in het Mandarijn bekend als nuomici, is een soort Chinees gebak. Het is een van de meest standaard gebakjes in Hong Kong. Het is ook te vinden in de meeste Chinatown-bakkerijwinkels in het buitenland. Tegenwoordig zijn er veel verschillende moderne variaties, zoals groene theesmaak, mangosmaak, en andere.
De kleefrijstbal kan aan de buitenkant worden bestrooid met gedroogde kokosnoot. De buitenlaag bestaat uit een rijst meel deeg en de binnenkant wordt gewoonlijk gevuld met een zoete vulling. De meest voorkomende vullingen zijn suiker met kokos en verkruimelde pinda's, rode bonenpasta (anko) en zwarte sesamzaadpasta.